# هانی ملقی
هانی مُلقی (عربی: هاني الملقي؛ زادهٔ ۱۵ اکتبر ۱۹۵۱) سیاست‌مدار اردنی است. وی در بعدازظهر دوشنبه ۵ ژوئن ۲۰۱۸ از سمت نخست‌وزیری اردن در ملاقاتی با ملک عبدالله استعفا داد.

## تحصیلات
مُلقی کارشناسی خود را در رشتهٔ مهندی تولید از دانشگاه قاهره در سال ۱۹۷۴م، کارشناسی ارشد در مهندسی مدیریت از از ایالات متحده در سال ۱۹۷۷ و دکترای خود را در مهندسی سیستم و صنعت از ایالات متحده گرفت.

## استعفا
در پی چند روز ناآرامی و تظاهرات در اردن و برای آرام کردن اوضاع، در بعدازظهر دوشنبه ۵ ژوئن ۲۰۱۸ هانی مُلقی از سمت نخست‌وزیری اردن در ملاقاتی با ملک عبدالله استعفا داد. ملک عبدالله از عمر رزاز اقتصاددان سابق بانک جهانی خواسته تا دولت جدید را تشکیل دهد.

## نشان‌های افتخاری
- اردن:[۴]
  -  مدال استقلال
  -  مدال ستاره اردن